# Кубок обладателей кубков УНАФ
Кубок обладателей кубков УНАФ (North African Cup of Cup Runners-up) — ежегодный футбольный турнир среди клубов представляющих УНАФ в Африке. В нём четыре участника являющиеся победителями местных кубков начинают турнир с полуфинала. Предшественником турнира можно считать Магрибский кубок обладателей кубков.

## Турниры
| Сезон      | Чемпион          | Счёт               | Финалист                 |
| ---------- | ---------------- | ------------------ | ------------------------ |
| 2008 Обзор | Эсперанс (Тунис) | 2-1                | ЖСМ Беджая (Алжир)       |
| 2009 Обзор | Сфаксьен (Тунис) | 1-1 (гостевой гол) | Аль-Ахли Бенгази (Ливия) |
| 2010 Обзор | ЕС Сетиф (Алжир) | 6-3                | Аль-Наср (Ливия)         |

## Выигранные турниры по странам
| Страна  | Чемпионства | Финалы |
| ------- | ----------- | ------ |
| Тунис   | 2           | 0      |
| Алжир   | 1           | 1      |
| Ливия   | 0           | 2      |
| Марокко | 0           | 0      |